# Приключения барона Мюнхаузена (мультфильм)
«Приключения барона Мюнхаузена» — советский кукольный мультфильм, снятый Творческим объединением кукольных фильмов на студии «Союзмультфильм» по мотивам книги Распе в 1967 году.

## Сюжет
Несколько историй из знаменитой книги Распе о приключениях легендарного немецкого выдумщика и враля барона Мюнхаузена в России.

Состоит из историй: «Волчья погоня», «Конь на крыше», «Бешеная шуба», «Удивительная охота», «Аудиенция у царя», «Верхом на ядре».

## Над фильмом работали
- автор сценария — Владимир Лифшиц
- режиссёр — Анатолий Каранович
- художники-постановщики — Тамара Полетика, Лев Мильчин
- оператор — Владимир Сидоров
- композитор — Михаил Зив
- звукооператор — Борис Фильчиков
- монтажёр — Лидия Кякшт
- редактор — Наталья Абрамова
- художники-мультипликаторы: — Майя Бузинова, Владимир Пузанов, Иосиф Доукша, Мария Портная
- куклы и декорации выполнили: Олег Масаинов, Павел Гусев, Владимир Аббакумов, Лилианна Лютинская, Вера Калашникова, Марина Чеснокова, Галина Геттингер, Валентин Ладыгин, Виталий Бобров
- под руководством — Романа Гурова
- директор картины — Натан Битман